# Чисіква
Чисі́ква (англ. Chisikwa) — вища традиційна громада у складі дистрикту Касунгу Центрального регіону Малаві.
Населення — 7830 осіб (2018).